# Alphonsus (krater księżycowy)
Alphonsus – stary krater uderzeniowy znajdujący się na wyżynie księżycowej na wschodnim krańcu Mare Nubium oraz na zachód od Imbrian Highlands, od północy nieco pokrywający się z kraterem Ptolemeusz. Wzdłuż tej granicy jego powierzchnia jest zdeformowana i nieregularna. Ściany zewnętrzne ma nieco zniekształcone o nieco sześciokątnym kształcie. Na północnym zachodzie znajduje się mniejszy krater Alpetragius. Krater ten powstał w wyniku uderzenia lecz ciemne plany i pęknięcia odkryte na jego dnie są skutkiem aktywności wulkanicznej.
W kraterze Alphonsus 24 marca 1965 roku został planowo rozbity próbnik Ranger 9. Podczas zbliżania się do powierzchni dna krateru próbnik wysyłał sygnały telewizyjne. Ze względu na odkryte przez sondę śladów erupcji krater ten był rozważany jako alternatywne miejsce lądowania dla misji Apollo 16 oraz Apollo 17.
Nazwa krateru pochodzi od Alfonsa X Mądrego (1221-1284), króla Kastylii i Leónu.

## Kratery wewnętrzne
Pięciu małym kraterom położonym wewnątrz krateru Alphonsus, w północno-wschodniej części zostały nadane nazwy. Zostały one wymienione w tabeli poniżej.
| Krater    | Współrzędne księżycowe              | Średnica | Pochodzenie nazwy       |
| --------- | ----------------------------------- | -------- | ----------------------- |
| Chang-Ngo | ☾ 12,7°S 2,1°W/-12,700000 -2,100000 | 3 km     | chińskie imię żeńskie   |
| José      | ☾ 12,7°S 1,6°W/-12,700000 -1,600000 | 2 km     | hiszpańskie imię męskie |
| Monira    | ☾ 12,6°S 1,7°W/-12,600000 -1,700000 | 2 km     | arabskie imię żeńskie   |
| Ravi      | ☾ 12,5°S 1,9°W/-12,500000 -1,900000 | 2,5 km   | indyjskie imię męskie   |
| Soraya    | ☾ 12,9°S 1,6°W/-12,900000 -1,600000 | 2 km     | perskie imię żeńskie    |
| 1.        |                                     |          |                         |

## Satelickie kratery
| Alphonsus | Szerokość | Długość | Średnica |
| --------- | --------- | ------- | -------- |
| A         | 14,8° S   | 2,3° W  | 4 km     |
| B         | 13,2° S   | 0,2° W  | 24 km    |
| C         | 14,4° S   | 4,8° W  | 4 km     |
| D         | 15,1° S   | 0,8° W  | 23 km    |
| G         | 12,3° S   | 3,3° W  | 4 km     |
| H         | 15,6° S   | 0,5° W  | 8 km     |
| J         | 15,1° S   | 2,5° W  | 8 km     |
| K         | 12,5° S   | 0,1° W  | 20 km    |
| L         | 12,0° S   | 3,7° W  | 4 km     |
| R         | 14,4° S   | 1,9° W  | 3 km     |
| X         | 15,0° S   | 4,4° E  | 5 km     |
| Y         | 14,7° S   | 1,8° W  | 3 km     |